# Johann Fabricius (Theologe)

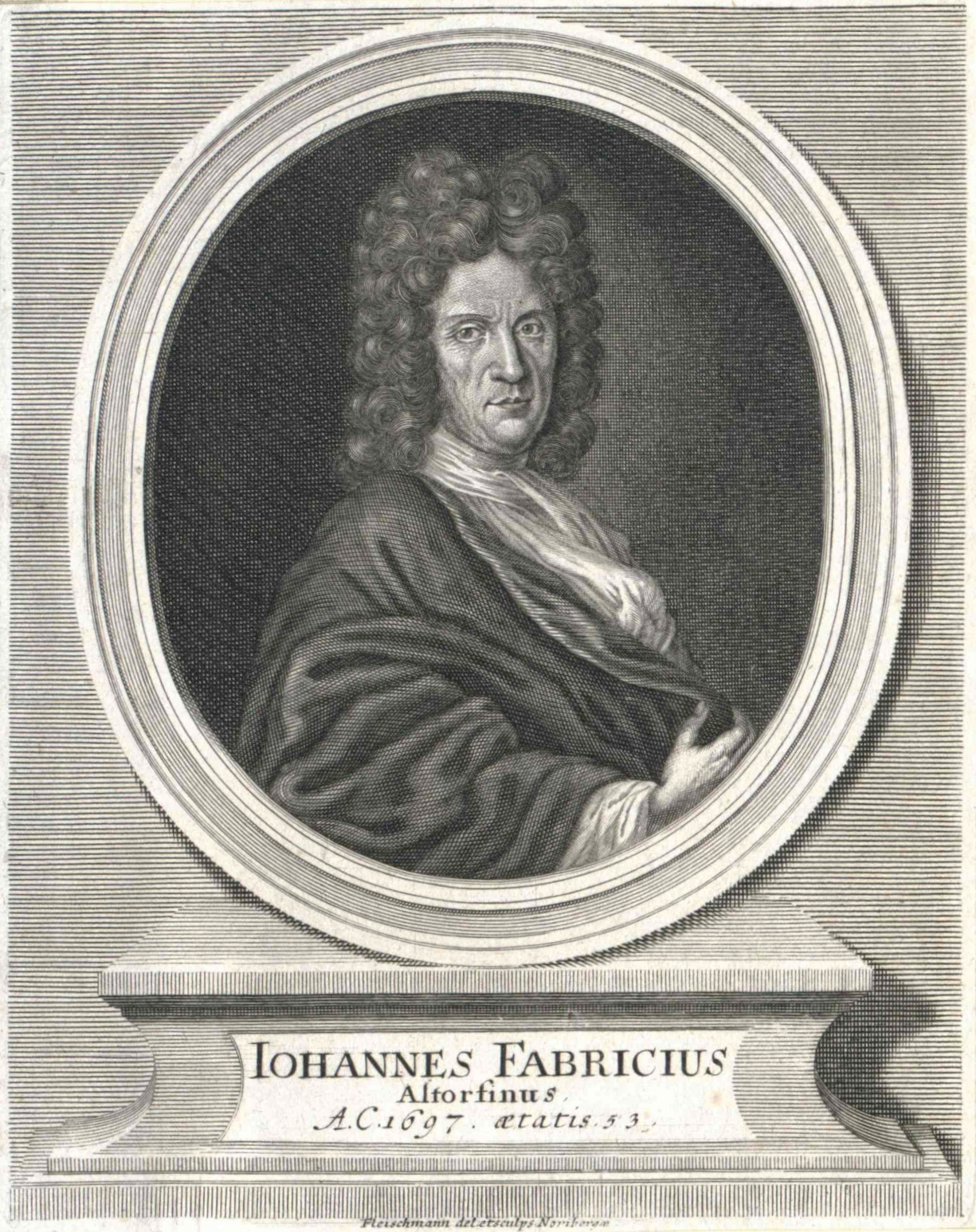
Johann Fabricius im Alter von 53 Jahren

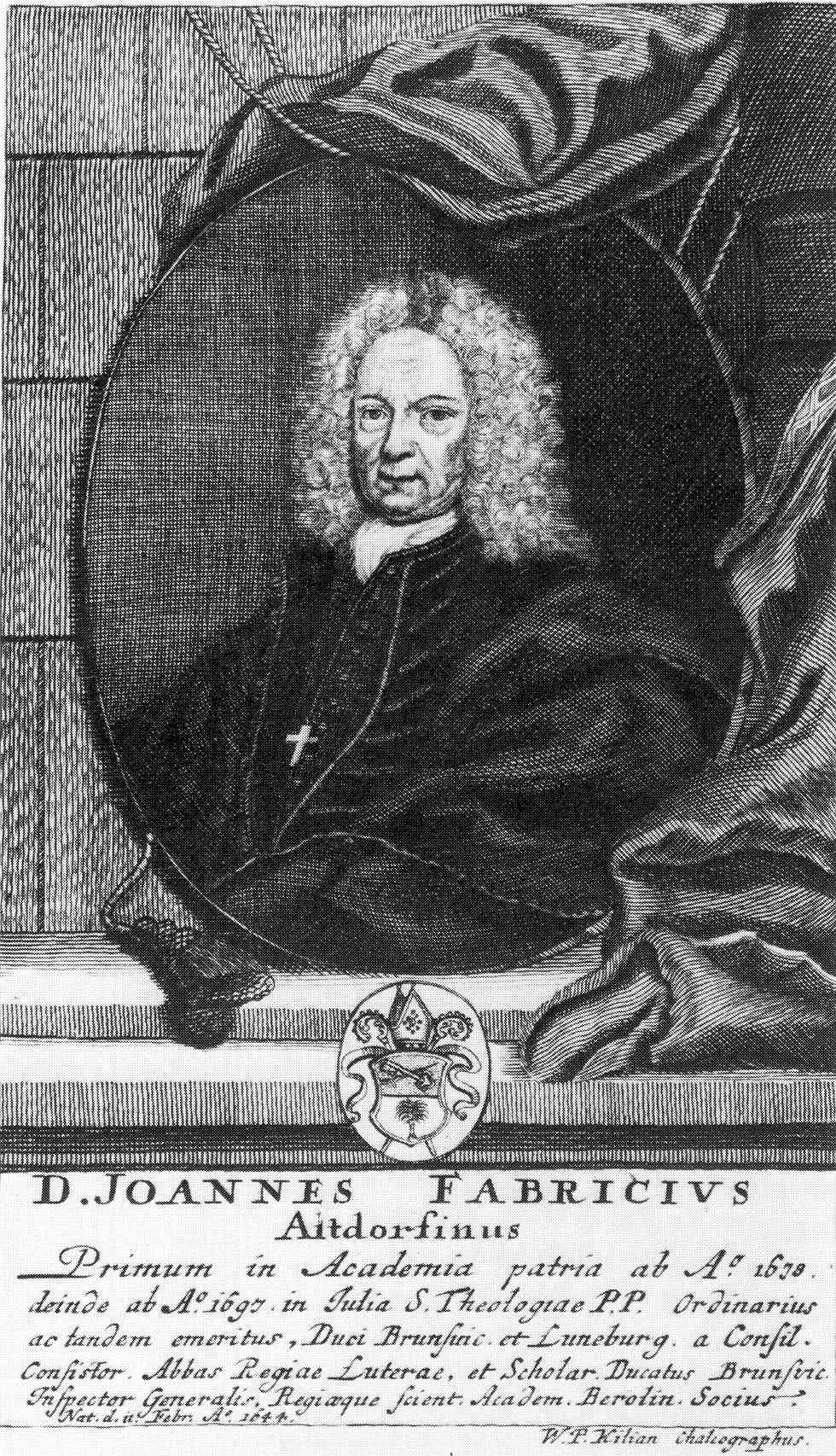
Johann Fabricius als „emeritus“, zeitgenössischer Stich mit Aufzählung seiner Titel, darunter Abbas Regiae Luterae, Abt von Königslutter

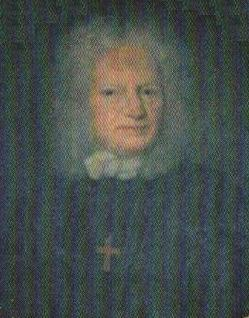
Johann Fabricius, Porträt aus dem Epitaph im Kaiserdom Königslutter

Johann Fabricius (* 11. Februar 1644 in Altdorf bei Nürnberg; † 29. Januar 1729 in Königslutter) war ein deutscher lutherischer Theologe.

## Leben
Ab 1663 studierte Fabricius an der Universität Helmstedt, später in Altdorf und wurde durch Georg Calixts irenische Theologie geprägt.
In Venedig war er zeitweise deutscher Kaufmannsprediger.
1677 wurde er an die Universität Altdorf berufen und wechselte 1697 an die Universität Helmstedt, wo er bis 1709 lehrte und in dieser Zeit mehrfach das Amt des Dekans und Rektors ausübte. 1701 wurde er neben seiner Hochschulprofessur zum Abt des Stifts Königslutter und 1703 zum herzoglich braunschweigischen Konsistorialrat ernannt. Gleichfalls 1703 wurde Fabricius Mitglied der Berliner Akademie der Wissenschaften. 
Für den Herzog Anton Ulrich von Braunschweig-Wolfenbüttel verfasste er ein Gutachten, das den Übertritt von dessen Enkelin Elisabeth Christine zum Katholizismus – um den späteren Kaiser Karl VI. heiraten zu können – für mit dem Seelenheil vereinbar erklärte. Als dieses Gutachten bekannt wurde, musste er den Helmstedter Lehrstuhl aufgeben und zog sich nach Königslutter zurück. Nach seinem Tod 1729 wurde er im Kaiserdom beigesetzt. Sein aufwendiges Epitaph befindet sich an der Südwand des Querhauses.

## Werke
Disputatio Theologica, Qua Historia Sacra Contra Nonnullos Pictorum Errores Vindicatur. Meyer, Altdorfi 1684. (Digitalisat)